# Petrovskoïe (oblast de Pskov)
Petrovskoïe (Петро́вское) est un village de l'oblast de Pskov en Russie qui se trouve sur le territoire de la réserve de Mikhaïlovskoïe incluant l'ancien domaine familial de l'écrivain Alexandre Pouchkine (1799-1837). Le village de Petrovskoïe appartenait autrefois aux ancêtres maternels de l'écrivain, la famille Hannibal.
Le village dépend administrativement de la localité urbaine de Pouchkinskie Gory qui appartient au raïon de Pouchkinskie Gory de l'oblast de Pskov. Il comptait 30 habitants en l'an 2000.

## Historique
Un village du nom de Koutchané, comme le lac au bord duquel il se trouve, est à l'origine de Petrovskoïe. Le domaine est donné en 1742 par l'impératrice Élisabeth au général-en-chef Abraham Hannibal, arrière-grand-père maternel de Pouchkine. Il lui donne le nom de Petrovskoïe en l'honneur de Pierre le Grand, père de l'impératrice, qui le fit venir autrefois en Russie. Le général fait construire une petite demeure seigneuriale, des communs, la maison de l'intendant et une petite distillerie.
En 1781, le domaine de Petrovskoïe revient au deuxième fils du général, Piotr Hannibal, grand-oncle de Pouchkine, qui était alors général d'artillerie à la retraite. Il fait construire une demeure plus grande avec au milieu de la façade un fronton tetrastyle à la grecque et fait aménager un parc. Son fils Benjamin Petrovitch Hannibal en hérite en 1825, mais le domaine est vendu en 1839 à sa mort à de nouveaux propriétaires n'ayant aucun lien avec les Hannibal-Pouchkine.
La demeure et ses dépendances sont incendiées en février 1918 par les paysans, pendant les troubles révolutionnaires consécutifs à la révolution d'Octobre et rien n'en reste. La demeure actuelle est une copie à l'identique élevée en 1976. C'est aujourd'hui un musée consacré à l'histoire des ancêtres de Pouchkine et à celle du domaine. Petrovskoïe fait partie depuis 1937 (centenaire de la mort du poète) de l'ensemble muséal de Mikhaïlovskoïe.